# Rudolf Schündler
Rudolf Schündler (17 de abril de 1906 - 12 de diciembre de 1988) fue un actor y director teatral, cinematográfico y televisivo de nacionalidad alemana.

## Biografía
Su nombre completo era Rudolf Ernst Paul Schündler, y nació en Leipzig, Alemania, siendo  sus padres comerciantes. Tras sus estudios escolares, se graduó en la Escuela de Arte Dramático de Leipzig, debutando en el año 1926 en el Teatro de Bytom. Posteriormente actuó en salas de Zúrich, Dortmund y Núremberg, llegando a principios de los años 1930 a Berlín, donde actuó en diferentes teatros, asumiendo también la función de director a partir del año 1937. Hasta el cierre de la sala, actuó de manera regular en el Kabarett der Komiker.
En el cine, entre otras muchas actuaciones, destaca su participación en películas como El testamento del Dr. Mabuse (Fritz Lang), Napoleón tiene la culpa (de Curt Goetz), Paradies der Junggesellen y Hurra! Ich bin Papa! (ambas de Kurt Hoffmann), y Kleider machen Leute (de Helmut Käutner).
Inmediatamente después del fin de la Segunda Guerra Mundial, Rudolf Schündler fundó y dirigió en Múnich el legendario y exitoso cabaret Die Schaubude. Fue director de los ocho programas del teatro, pero la reforma monetaria de 1948 hizo que en 1949 Schündler declarara la quiebra de la sala.
A partir de entonces, y a fin de saldar las deudas contraídas con la quiebra, se dedicó principalmente al cine, no solamente como actor, sino también como director, realizando en el año 1950 su primera película, Der Geigenmacher von Mittenwald, basada en la obra homónima de Ludwig Ganghofer.
Entre sus papeles más significativos de la posguerra figuran el del portero Karl en el film de William Friedkin El exorcista o el del alcalde de Vimmerby en el film basado en la obra de Astrid Lindgren Michel muß mehr Männchen machen.
Sin embargo, para un gran público alemán fue el Dr. Arthur Knörz en la serie de películas Die Lümmel von der ersten Bank. También fue conocido por sus papeles de reparto a partir de la década de 1960 hasta la de 1980, así como por su trabajo en la televisión, en producciones como St. Pauli-Landungsbrücken, Un-Ruhestand (ZDF, 1980) o dos capítulos de Das Traumschiff (1982/83), especializándose en la interpretación de „ancianos raros“. También actuó en películas más sofisticadas como las de Wim Wenders En el curso del tiempo (1976) y El amigo americano (1977). Poco antes de su muerte encarnó al archivero en el film de Michael Verhoeven Das schreckliche Mädchen, cuyo estreno no llegó a ver.
Rudolf Schündler se casó cuatro veces, siendo una de sus esposas la actriz Christine Laszar. Tuvo dos hijos. Desde mediados de los años 1980 sufrió una enfermedad ocular que le dejó prácticamente ciego, debiendo ser cuidado por su hijo en Múnich, donde residió en sus últimos años. Falleció en esa ciudad en el año 1988. Fue enterrado en el cementerio Ostfriedhof de Múnich.
Su hijo Oliver Schündler es director gerente de Lucky Bird Pictures, una productora de cine y televisión, y su hija es documentalista y conferenciante en Berlín.
El patrimonio de Schündler se conserva en el archivo de la Academia de las Artes de Berlín.

## Filmografía
- 1924 : Roulette
- 1930 : Nur am Rhein
- 1932 : Annemarie die Braut der Kompanie
- 1932 : El testamento del Dr. Mabuse
- 1934 : Hundert Tage
- 1935 : Das Mädchen Johanna
- 1936 : Intermezzo
- 1936 : Moskau – Shanghai
- 1936 : Ritt in die Freiheit
- 1936 : Die Frau des Anderen
- 1936 : Savoy-Hotel 217
- 1937 : Das Schweigen im Walde
- 1937 : Heiratsinstitut Ida und Co
- 1937 : Gewitterflug zu Claudia
- 1938 : Es leuchten die Sterne
- 1938 : Am seidenen Faden
- 1938 : Dreizehn Mann und eine Kanone
- 1938 : Die Frau am Scheidewege
- 1938 : Napoleón tiene la culpa
- 1938 : Scheidungsreise
- 1938 : Mit versiegelter Order
- 1939 : Verdacht auf Ursula
- 1939 : Robert und Bertram
- 1939 : Paradies der Junggesellen
- 1939 : Kitty und die Weltkonferenz
- 1939 : Ich verweigere die Aussage
- 1939 : Der Stammbaum des Dr. Pistorius
- 1939 : Hurra! Ich bin Papa!
- 1939 : Die Frau ohne Vergangenheit
- 1939 : Die goldene Maske
- 1940 : Der Herr im Haus
- 1940 : Weißer Flieder
- 1940 : Achtung! Feind hört mit!
- 1940: Golowin geht durch die Stadt
- 1940 : Kleider machen Leute
- 1940 : Tip auf Amalie
- 1940 : Herz ohne Heimat
- 1940 : Meine Tochter tut das nicht
- 1941 : Alarm
- 1941 : Immer nur Du
- 1941 : Sein Sohn
- 1941 : … reitet für Deutschland
- 1942 : Mit den Augen einer Frau
- 1942 : Fronttheater
- 1942 : Das große Spiel
- 1942 : Das schwarze Schaf
- 1943 : Die Hochstaplerin
- 1943 : Liebespremiere
- 1943 : Ein Mann mit Grundsätzen?
- 1943 : Zirkus Renz
- 1944 : Zwischen Nacht und Morgen
- 1944 : Ich hab’ von dir geträumt
- 1945 : Der Fall Molander
- 1945 : Zimmer zu vermieten
- 1945 : Leuchtende Schatten
- 1948 : Der Herr vom andern Stern
- 1949 : Tromba
- 1949 : Die seltsame Geschichte des Brandner Kaspar
- 1949 : Ich mach dich glücklich
- 1949 : Nichts als Zufälle
- 1949 : Wer bist Du, den ich liebe?
- 1950 : Der Geigenmacher von Mittenwald (director)
- 1950 : Der Theodor im Fußballtor
- 1950 : Eine Nacht im Separee
- 1950 : Königskinder
- 1950 : Liebe auf Eis
- 1950 : Die Sterne lügen nicht
- 1950 : Sensation im Savoy
- 1951 : Begierde
- 1951 : Das späte Mädchen
- 1951 : In München steht ein Hofbräuhaus
- 1951 : Die Dame in Schwarz
- 1952 : Haus des Lebens
- 1952 : Der weißblaue Löwe
- 1952 : Wir tanzen auf dem Regenbogen
- 1953 : Käpt’n Bay-Bay
- 1953 : Ehe für eine Nacht
- 1953 : Maske in Blau
- 1953 : Heute Nacht passiert’s
- 1953 : Der letzte Walzer
- 1953 : Wenn am Sonntagabend die Dorfmusik spielt (director)
- 1954 : Der treue Husar (director)
- 1954 : Viktoria und ihr Husar (director)
- 1954 : Schützenliesel (director)
- 1955 : Wenn der Vater mit dem Sohne
- 1955 : Das fröhliche Dorf (director)
- 1956 : IA in Oberbayern
- 1956 : Die Rosel vom Schwarzwald (director)
- 1956 : Die schöne Meisterin (director)
- 1957 : Die Unschuld vom Lande (director)
- 1957 : Gruß und Kuß vom Tegernsee (director)
- 1958 : Mikosch, der Stolz der Kompanie (director)
- 1958 : Mein Mädchen ist ein Postillion (director)
- 1958 : Zauber der Montur (director)
- 1958 : Gräfin Mariza (director)
- 1959 : Mein Schatz, komm mit ans blaue Meer (director)
- 1960 : Der wahre Jakob (director)
- 1960 : Willy, der Privatdetektiv (director)
- 1961 : Immer Ärger mit dem Bett (director)
- 1961 : Isola Bella
- 1962 : Café Oriental (director)
- 1962 : Wilde Wasser (director)
- 1964 : Heiß weht der Wind
- 1964 : Liebesgrüße aus Tirol
- 1965 : Der unheimliche Mönch
- 1965 : Die fromme Helene
- 1965 : Tante Frieda – Neue Lausbubengeschichten
- 1965 : Man soll den Onkel nicht vergiften (TV)
- 1966 : Sperrbezirk
- 1966 : Playgirl
- 1966 : Lange Beine – lange Finger
- 1966 : Das Spukschloß im Salzkammergut
- 1966 : Onkel Filser – Allerneueste Lausbubengeschichten
- 1967 : Der Mönch mit der Peitsche
- 1967 : Fast ein Held
- 1967 : Dem Täter auf der Spur (serie TV), cinco episodios
- 1967 : Liebesnächte in der Taiga
- 1967 : Wenn es Nacht wird auf der Reeperbahn
- 1968 : Stahlnetz (serie TV), episodio Ein Toter zuviel
- 1968 : Die Lümmel von der ersten Bank, 1ª parte: Zur Hölle mit den Paukern
- 1968 : Il momento di uccidere
- 1968 : Das Kriminalmuseum (serie TV), episodio Der Scheck
- 1968 : Die Ente klingelt um ½ 8
- 1968 : Die Lümmel von der ersten Bank, 2ª parte: Zum Teufel mit der Penne
- 1968 : Babeck (miniserie TV)
- 1969 : Der Mann mit dem Glasauge
- 1969 : Der Kommissar (serie TV), episodio Ein Mädchen meldet sich nicht mehr
- 1969 : Klassenkeile
- 1969 : Charley’s Onkel
- 1969 : Die Lümmel von der ersten Bank, 3ª parte: Pepe, der Paukerschreck
- 1969 : Heintje – Ein Herz geht auf Reisen
- 1969 : Spion unter der Haube (TV)
- 1969 : Liebe durch die Hintertür
- 1969 : Die Lümmel von der ersten Bank, 4ª parte: Hurra, die Schule brennt!
- 1970 : Frau Wirtin bläst auch gern Trompete
- 1970 : Die Herren mit der weißen Weste
- 1970 : Heintje – Einmal wird die Sonne wieder scheinen
- 1970 : Das Stundenhotel von St. Pauli
- 1970 : Hilfe, mich liebt eine Jungfrau
- 1970 : Die Lümmel von der ersten Bank, 5ª parte: Wir hau’n die Pauker in die Pfanne
- 1970 : Was ist denn bloß mit Willi los?
- 1970 : Die Feuerzangenbowle
- 1970 : Frau Wirtin treibt es jetzt noch toller
- 1970 : Musik, Musik – da wackelt die Penne
- 1970 : Die fleißigen Bienen vom fröhlichen Bock
- 1971 : Zwanzig Mädchen und die Pauker: Heute steht die Penne kopf
- 1971 : Unser Willi ist der Beste
- 1971 : Tante Trude aus Buxtehude
- 1971 : Die Lümmel von der ersten Bank, 6ª parte: Morgen fällt die Schule aus
- 1971 : Wir hau’n den Hauswirt in die Pfanne
- 1971 : Jürgen Roland’s St. Pauli-Report
- 1971 : Die Kompanie der Knallköppe
- 1972 : Die Lümmel von der ersten Bank, 7ª parte: Betragen ungenügend!
- 1972 : La dama rossa uccide sette volte
- 1972 : Michel muß mehr Männchen machen
- 1972 : Tatort (serie TV), episodio Kressin und der Mann mit dem gelben Koffer
- 1973 : Die Zwillinge vom Immenhof
- 1973 : El exorcista
- 1973 : Als Mutter streikte
- 1974 : Magdalena – vom Teufel besessen
- 1974 : Karl May
- 1975 : Gruppenbild mit Dame
- 1975–1979: Derrick (serie TV), cuatro episodios
- 1975 : Eurogang (serie TV), episodio Die letzte Lieferung
- 1976 : En el curso del tiempo
- 1976 : Die Vertreibung aus dem Paradies
- 1976 : Anita Drögemöller und die Ruhe an der Ruhr
- 1976 : Tatort (serie TV), episodio … und dann ist Zahltag
- 1977 : El amigo americano
- 1977 : Suspiria
- 1977 : Gefundenes Fressen
- 1977 : Polizeiinspektion 1 (serie TV), un episodio
- 1978 : Schöner Gigolo, armer Gigolo
- 1978 : Kalte Heimat
- 1978 : Ein Mann will nach oben (serie TV)
- 1978 : Der Mann im Schilf
- 1978 : Unternehmen Rentnerkommune (serie TV)
- 1979 : Flamme Empar
- 1979 : Aktion Abendsonne (TV)
- 1979 : Das verbotene Spiel (serie TV)
- 1979–1982 : Der Alte (serie TV), cinco episodios
- 1980 : Sternensommer (serie TV)
- 1980 : Un-Ruhestand
- 1980 : St. Pauli-Landungsbrücken (serie TV), un episodio
- 1981 : Vis-à-vis
- 1981 : Tatort (serie TV), episodio Der unsichtbare Gegner
- 1983 : Das Traumschiff (serie TV), episodio Kenia
- 1983 : Martin Luther (TV)
- 1983 : Rote Erde (serie TV)
- 1983 : Mabuse im Gedächtnis
- 1987 : Der Unsichtbare
- 1987 : Ätherrausch